# Jean Hessels
Jean Hessels (auch Jan, Johann(es), Hesselius; * 1522 in Löwen; † 1566 ebenda) war ein römisch-katholischer Theologe und Hochschullehrer.

## Leben
Hessels’ Ausbildungszeit und Herkunft liegt im Dunkeln. Bevor er 1562 zum Professor der Theologie an die Universität Löwen berufen wurde, lehrte er bereits acht Jahre an der Parkabtei bei Löwen. Er wurde von König Philipp II. 1563 zusammen mit Michael Bajus, mit dem sein Wirken unzertrennlich verbunden ist, zum Konzil von Trient gesandt. Ihre Lehre war an Augustinus von Hippo orientiert und gilt als der Vorläufer des Jansenismus. Bajus und Hessels versuchten auch die Lehre als Reaktion auf die Reformation wieder mehr an der Heiligen Schrift zu orientieren.
Hessels und Bajus waren mitunter starken Anfeindungen aufgrund ihrer Lehre ausgesetzt. Hessels war jedoch durch seinen frühen Tod dieser Kritik entzogen. Er war in seinem Schreiben und Wirken zudem Gegner von Georg Cassander. Seine Schriften gelten als gewissenhaft mit einem treffenden Urteil versehen, allerdings soll er kein guter Schriftsteller gewesen sein.

## Werke (Auswahl)
- Probatio corporalis præsentiæ corporis et sanguinis dominici in Eucharistia, Köln, 1563.
- Confutatio confessionis hæreticæ, teutonice emissæ, qua ostenditur Christum esse sacrificium propitiatorium, Löwen, 1565.
- Confutatio novitiae fidei quam specialem vocant, adv. Johannem Monhemium, Löwen, 1565.
- de I Tim. et I Petri, Löwen, 1568.
- Großer Katechismus (ein Handbuch der Dogmatik und Moral), 4 Teile, Löwen 1571.
- Com. de Evang. Matthæi, Löwen, 1572.
- Com. de Epp. Johannis, Douai, 1601.